# Tadeusz Popiel

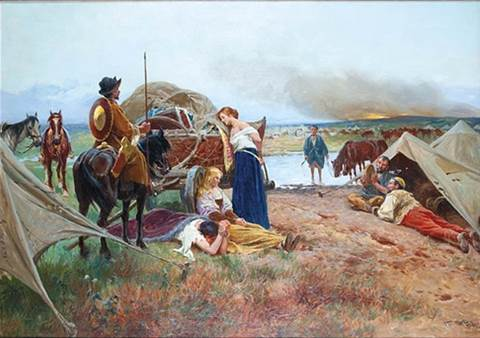
Tù nhân Tatar (1896)

Tadeusz Popiel (sinh năm 1863 tại Szczucin - mất ngày 22 tháng 2 năm 1913 tại Kraków) là một họa sĩ người Ba Lan. Ông nổi tiếng với các tác phẩm tranh lịch sử và tranh tôn giáo. Ông cũng góp phần vẽ nên một số bức tranh toàn cảnh nổi tiếng. Em trai của ông là nhà điêu khắc Antoni Popiel.

## Tiểu sử
Tadeusz Popiel sinh ra trong một gia đình thuộc tầng lớp quý tộc nhỏ. Ông học tại Học viện Mỹ thuật ở Kraków, làm học trò của Władysław Łuszczkiewicz và Leopold Loeffler. Sau đó, ông học vẽ với họa sĩ Jan Matejko và được người thầy này đỡ đầu; Ông tiếp tục đi học ở Vienna và Munich. Sau khi hoàn thành việc học, Tadeusz Popiel đi du lịch khắp nơi trong suốt thập niên 1890. Ông đã đến Đan Mạch, Ý, Romania và Nga, cùng nhiều nơi khác nữa. Ông triển lãm các tác phẩm của mình khắp nơi. Ông giành được nhiều huy chương tại Exposition Universelle vào năm 1889 và tại Triển lãm quốc tế mùa đông California vào năm 1894.
Các tác phẩm lớn của Tadeusz Popiel trong thời kỳ này bao gồm tranh trang trí tại Vương cung thánh đường Thánh Anthony của Padua (kết quả của việc chiến thắng một cuộc thi) và tại các nhà hát ở Lwów. Ông cũng thiết kế tranh tường, bích họa và cửa sổ kính màu ghép cho các nhà thờ và các công trình công cộng khác trên khắp Ba Lan. Sau đó, ông mở một trường dạy vẽ. Ông là một trong những người đồng sáng lập Hiệp hội Họa sĩ ở Poznań.
Tadeusz Popiel từng sống ở Kraków, Lwów và Chernivtsi vào các thời điểm khác nhau. Trong những năm cuối đời, ông dành phần lớn thời gian ở Swoszowice. Tại đây, ông mở một xưởng vẽ và ngày càng chuyển sang tranh phong cảnh. Trước khi ông mất, các tác phẩm của ông bị xem là lỗi thời. Ông chủ yếu được nhớ đến với sự tham gia thực hiện một số bức tranh toàn cảnh của Jan Styka, chẳng hạn như Toàn cảnh Racławice và Toàn cảnh Transylvania.